# King Britt
King Britt (Filadelfia, 28 novembre 1968) è un disc-jockey statunitense.
La sua nutrita discografia comprende anche svariati alias come Silk 130, Firefly, Nova Dream Sequence, The, Oba Funke, Scuba.